# Jupiaba apenima
Jupiaba apenima es una especie de pez de la familia Characidae en el orden de los Characiformes.

## Hábitat
Vive en zonas de clima tropical.

## Distribución geográfica
Se encuentran en Sudamérica:  cuencas de los ríos Peixoto de Azevedo y Noedori (Brasil).